# یائیر نتانیاهو
یائیر نتانیاهو (عبری: יאיר נתניהו‎ ; متولد ۲۶ ژوئیه ۱۹۹۱) پادکست ساز و کنشگر سیاسی اسرائیلی است. او پسر بزرگ بنیامین نتانیاهو نخست‌وزیر اسرائیل است.

## زندگی
یائیر نتانیاهو در اورشلیم از بنیامین نتانیاهو و زنش سارا به دنیا آمد. او یک برادر به نام آونر و یک خواهر ناتنی به نام نوآ نتانیاهو راث دارد. نوآ دختر بنیامین نتانیاهو از زن اولش میریام وایزمن است.
نتانیاهو قبل از خدمت در واحد سخنگوی نیروهای دفاعی اسرائیل در رشته تئاتر در دبیرستان هنرهای اورشلیم درس خواند. او قبلاً به عنوان مدیر رسانه‌های اجتماعی برای شورات هادین، یک سازمان غیردولتی اسرائیلی که به قربانیان حملات تروریستی خدمات حقوقی ارائه می‌دهد، کار می‌کرد. او پس از پایان خدمت نظامی، در دانشگاه عبری اورشلیم در رشته روابط بین‌الملل تحصیل کرد و با مدرک لیسانس در رشته روابط بین‌الملل فارغ‌التحصیل شد. نتانیاهو همچنین در مرکز بین رشته‌ای (IDC) در هرتزلیا تحصیل کرد و با مدرک کارشناسی ارشد در رشته مطالعات حکومت فارغ‌التحصیل شد.

## دیدگاه‌ها و نظرات
نتانیاهو به دفاع از پدرش در شبکه‌های اجتماعی معروف است. نتانیاهو همچنین نظرات خود را در برایتبارت نیوز، که یک پایگاه اینترنتی خبری و نظری راست افراطی آمریکایی است منتشر کرده است. در اواخر سال ۲۰۱۷، نتانیاهو در فیس بوک متنی منتشر کرد که در آن مخالفان سیاسی پدرش را به عنوان عروسک‌های خیمه شب بازی تحت کنترل جورج سوروس نشان می‌داد. این میم مورد حمایت ملی گرایان سفیدپوست ایالات متحده، از جمله دیوید دوک، و وب سایت نئونازی دیلی استورمر که خود را «سایت شماره یک طرفداران یائیر نتانیاهو در جهان» توصیف می‌کند، به دست آورد. نتانیاهو بعداً پس از واکنش شدید به این پست آن را حذف کرد.
در دسامبر ۲۰۱۸، پس از انتشار محتوای ضداسلامی دسترسی او به فیس بوک به مدت ۲۴ ساعت مسدود شد. در یکی از اظهارات نتانیاهو آمده بود: «هرگز با آن هیولاهایی به شکل مردانی که از سال ۱۹۶۴ خود را «فلسطینیان» می‌نامند، صلحی در کار نخواهد بود.
در طول جنگ ۲۰۲۳ اسرائیل و حماس گزارش شد که نتانیاهو در فلوریدا زندگی می‌کند، در حالی که هموطنانش که ساکن خارج از کشور بودند به تعداد زیاد برای خدمت در ارتش به اسرائیل بازگشتند.
در دسامبر ۲۰۲۳، نتانیاهو در یک استوری در صفحه اینستاگرام خود با انتشار پرچم کردستان نوشت «کردستان را آزاد کنید!» که واکنش‌هایی را برانگیخت.